# Otto 2. af Brandenburg
Otto 2. af Brandenburg (født efter 1147, død 4. juli 1205) var markgreve af Brandenburg fra 1184 til 1205. 
Otto tilhørte huset Askanien og blev den tredje markgreve af Brandenburg efter sin far Otto 1. af Brandenburg. Han blev efterfulgt som markgreve af sin bror, Albrecht 2.